# 謝里登 (伊利諾伊州)
謝里登（英語：Sheridan）是位於美國伊利諾伊州拉薩爾縣的一個村落。

## 地理
謝里登的座標為41°31′25″N 88°49′06″W / 41.52361°N 88.81833°W，而該地最高點為海拔高度181米（即594英尺）。

## 人口
根據2010年美國人口普查的數據，謝里登的面積為5.26平方千米，當中陸地面積為5.16平方千米，而水域面積為0.10平方千米。當地共有人口2137人，而人口密度為每平方千米406人。